# La Ressenya
La Ressenya va ser un setmanari de l'Hospitalet de Llobregat (Barcelonès) que va començar a publicar-se al maig de 1907 i va deixar d'editar-se l'octubre d'aquest mateix any.

## Història
És una de les publicacions mes antigues de l'Hospitalet del Llobregat. Va començar a ser difosa l'any 1907, gràcies a donacions de persones, entitats i institucions locals. L'ajuntament, per la seva part també va donar suport a la creació del diari, aportant mitjans i recursos econòmics indispensables per la fundació d'un mitja de comunicació. La idea inicial va ser d'Anton Busquets i Punset, que va rebre la ajuda de Pere Ferrés-Costa. Els dos eren grans escriptors i economistes de la ciutat. La seva funció principal va ser donar informacions locals. Cal destacar que el diari es declarava d'ideologia catalanista i feia elogis a Solidaritat Catalana.
Es publicava tots els diumenges. La seva primera edició va ser al maig de 1907. Tractava tota mena de successos d'àmbit local, però també es dedicava a il·lustrar a la població a través de la literatura. Els primers mesos va tenir molt d'èxit, convertint-se en un dels principals diaris de la ciutat. Això es degué a la gran influencia que Busquets i Ferrés tenien a la ciutat. Es van publicar un total de 23 exemplars.
La vida d'aquest diari va ser molt breu, ja que només es va publicar durant cinc mesos (fins a octubre de 1907). La seva desaparició va ser deguda a la falta de recursos econòmics. Durant els seus primers mesos d'existència el diari va tenir molt d'èxit, però a finals de juliol la disminució de les vendes i la manca de suport de les entitats i les institucions van provocar la seva desaparició.

## Redacció
Cal destacar que la seva seu de redacció i administració estava localitzada al carrer de la Vaqueria Nova de l'Hospitalet de Llobregat.
Un dels directors del diari va ser Anton Busquets, un reputat intel·lectual català que va col·laborar en aquest diari i en altres de tot el territori català. Va ser un escriptor, poeta i periodista que va escriure, entre altres obres, El rector Nou.
L'altre director del diari va ser Pere Ferrés-Costa, que també va ser un conegut escriptor, poeta i periodista català. Va participar en uns Jocs Florals, i entre les seves obres mes destacades, destaca Proeses d'amor i patriotisme.
Els col·laboradors principals del diari van ser les institucions com l'ajuntament i les entitats col·laboradores que van ajudar en la seva fundació.